# Groene Kruis

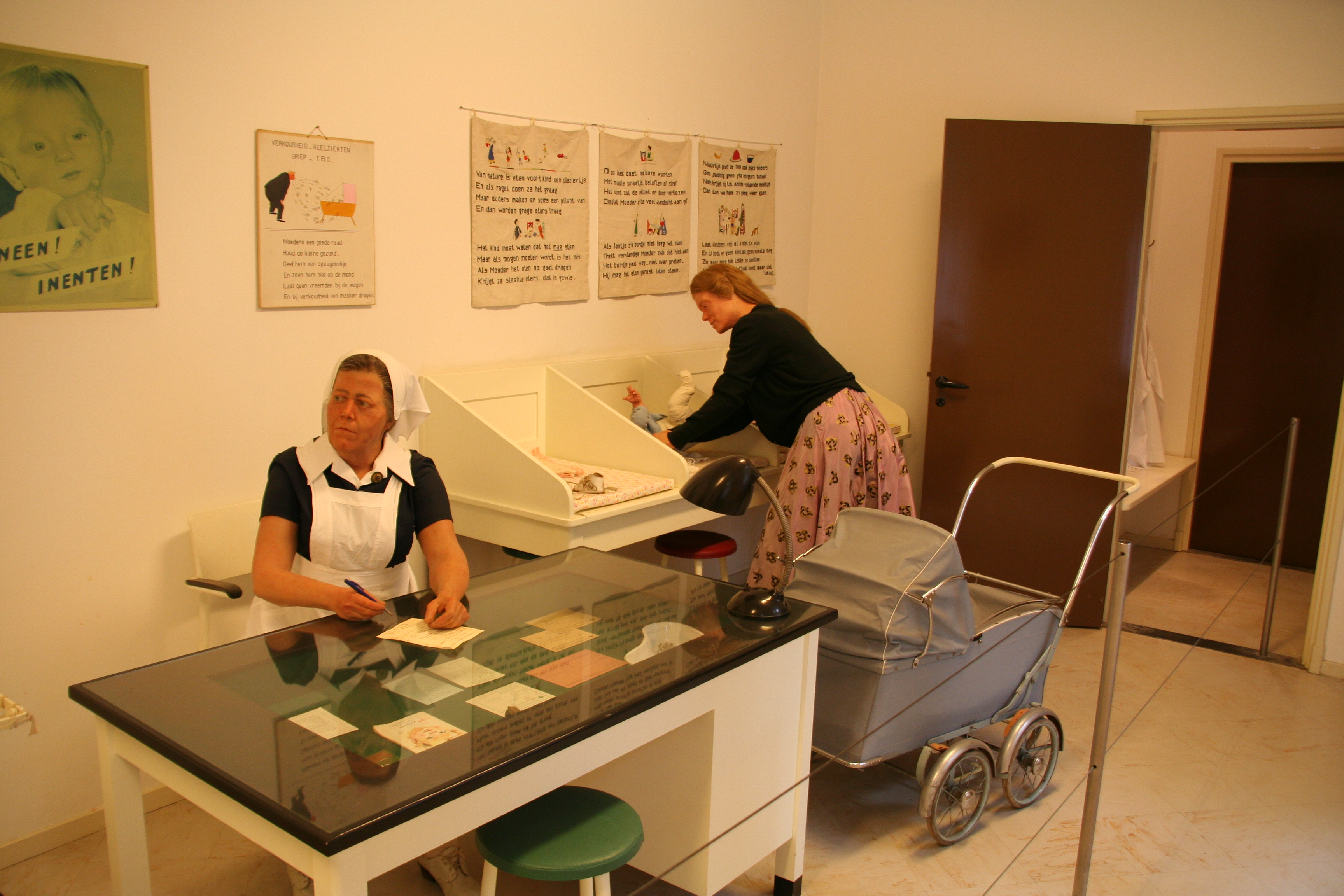
Groene Kruis voorstelling in het Nederlands Openluchtmuseum

Het Groene Kruis was een neutrale landelijke vereniging voor wijkverpleging en thuiszorg (kruiswerk) in Nederland.
Een voorloper van het Groene Kruis was het Witte Kruis, een neutrale vereniging voor wijkverpleging, opgericht in 1875 door Jacobus Penn, die arts en geneeskundig inspecteur was in Noord-Holland. Het symbool was afgekeken van het Rode Kruis. Doel was voorlichting op het terrein van volksgezondheid, bevordering van de hygiëne en bestrijding van epidemieën. De federatie had plaatselijke afdelingen in Noord-Holland, en later in geheel Nederland.
De oudste plaatselijke vereniging van het Groene Kruis was die in de plaats Driebruggen. Deze vereniging werd op 3 november 1900 opgericht in de toenmalige gemeente Lange Ruige Weide (Driebruggen) door de huisarts Wilhelm Poolman (1866-1935).
Poolman ijverde in september 1900 tijdens een vergadering van de afdeling Woerden van de Nederlandsche Maatschappij tot bevordering der Geneeskunst voor de oprichting van een vereniging die actief bezig kon zijn bij het verzorgen en verplegen van zieken en het verbeteren van de hygiënische omstandigheden in de verschillende woonplaatsen, ongeacht de godsdienstige levensbeschouwing van de leden. De Kamerikse huisarts Van Deinse stelde voor om de vereniging in Utrecht en Zuid-Holland de naam "Het Groene Kruis" te geven, waarbij de kleur verwees naar de "huiskleur" van de medische faculteit van de Universiteit. De vereniging breidde zich vervolgens uit over geheel Nederland.
Het seculiere Groene Kruis fuseerde in 1978 met het protestante Oranje-Groene Kruis en het rooms-katholieke Wit-Gele Kruis tot de Nationale Kruisvereniging (NK).

## Trivia
- In het Nederlands Openluchtmuseum bevindt zich het Groene-Kruisgebouw, afkomstig uit Wessem.